# Roi Mata
Chief Roi Mata (oder Roymata) war ein oberster Häuptling (englisch: paramount chief), der gegen Ende des 16. Jahrhunderts auf der Insel Efate im heutigen pazifischen Inselstaat Vanuatu herrschte. Chief Roi Mata ist gleichzeitig auch der Titel, den die Angehörigen des Herrschaftsgeschlechtes trugen. Üblicherweise wird unter der historischen Figur der letzte Träger dieses Titels verstanden.
Sein Herrschaftsgebiet (englisch: domain) erstreckte sich entlang der nordwestlichen Küste von Efate vom Kap Tukutuku bis zu den vorgelagerten Inseln Eretoka (Artok) und Lelepa, die er ebenfalls beide beherrschte. Es wird angenommen, dass zu seiner Zeit ähnlich wie heute etwa 700 bis 1000 Menschen in diesem Gebiet lebten. Residenz (natkon) des Häuptlings war der heute aufgegebene Ort Mangaas. Er wurde auf Eretoka zusammen mit etwa fünfzig seiner Untertanen begraben.
In der Geschichtsschreibung von Vanuatu wird mit Chief Roi Mata das Ende der „Großen Efate-Kriege“ und die Einführung des matrilinearen Clansystems naflak in Verbindung gebracht.

## Historischer Kontext
Lokale Erzählungen berichten, dass die Vorfahren der heutigen Bewohner Efate und die nördlich gelegenen Shepherd-Inseln von Süden kommend besiedelten und das bis heute existente System von Häuptlingstiteln einführten. Die Analyse von überlieferten Genealogien lässt vermuten, dass dies etwa zwischen 800 und 1000 nach Christus geschah. Der Ausbruch des Vulkans Kuwae im Jahr 1452 zwang zur vorübergehenden Aufgabe der nördlichen Inseln und zur verstärkten Ansiedlung auf Efate.
Archäologische Befunde belegen menschliche Besiedlung auf Efate seit etwa 3100 Jahren (Lapita-Kultur). Mangaas, der Residenzort von Roi Mata, ist seit etwa 2900 Jahren bewohnt. Etwa um das Jahr 900 scheint die Siedlung jedoch aufgegeben worden zu sein. Erst nach dem Ausbruch des Kuwae sind wieder menschliche Spuren nachweisbar. Aus dieser Zeit stammen die Feldsteinwälle aus Korallen, die noch heute die Grundstücke abgrenzen. Mangaas wurde spätestens im 17. Jahrhundert endgültig aufgegeben, vermutlich als direkte Folge des Todes des letzten Chief Roi Mata.
Am Ende des 19. Jahrhunderts lebten nach den Berichten europäischer Siedler die meisten Nachfahren der Bewohner von Mangaas auf Lelepa.

## Legenden
Es gibt eine Vielzahl von Geschichten, die über Chief Roi Mata im zentralen Vanuatu erzählt werden. Wie viel davon eher als mündliche Überlieferung historischer Ereignisse oder eher als Legende zu sehen ist, ist nur schwer einzuschätzen. Es gibt in der Region zahlreiche mündlich überlieferte Genealogien von Trägern eines bestimmten Häuptlingstitels, die mit bis zu 50 Generationen möglicherweise bis zu 1000 Jahre zurück reichen, und deren weitgehende Korrektheit von neueren Forschungen nicht in Frage gestellt wird. Allerdings liegt über Chief Roi Mata nichts vergleichbares vor, da sein Titel seit 400 Jahren nicht mehr benutzt wird. Die über ihn bekannten Geschichten sind eher episodenhaft, und es ist nicht klar, in welchem Maße dabei verschiedene Träger des Titels zu einer Person zusammengezogen wurden. Aus dem Abgleich mit anderen Erzählungen lässt sich jedoch ableiten, dass der letzte Roi Mata gegen Ende des 16. oder im frühen 17. Jahrhundert lebte.
Eine Gruppe von Legenden berichtet über den ersten Roi Mata, der als Kapitän eines Kanus Efate von Süden her erreicht habe. Er sei in Maniora, dem östlichsten Ort der Insel, gelandet und habe mit seinen Begleitern den größten Teil von Efate und der vorgelagerten Inseln besiedelt. Die dort lebenden Menschen habe er unterworfen und ein Häuptlingssystem mit seinen Schiffsgenossen an der Spitze etabliert.
Eine entgegengesetzte Gruppe von Erzählungen verlagert den Geburtsort von Roi Mata in das nordwestliche Efate. Sie sind eher belehrende Geschichten für Kinder, in denen es auch um das Verhältnis zu seinen jüngeren Brüdern, Roi Muru und Roi Mantae geht.
Drei wichtige Episoden werden mit dem letzten Roi Mata verbunden. Die erste handelt von der Beendigung der vielen Kämpfe zwischen den Dörfern der Region von denen unter der Bezeichnung „Große Efate-Kriege“ in vielen Erzählungen die Rede ist. Chief Roi Mata habe alle Parteien zusammen gerufen und jeder Gemeinschaft ein totem-artiges Symbol ihrer Identität (Krabbe, Kokosnuss u. ä.) überreicht. Daraufhin habe er sie verpflichtet, keine Kriege mehr gegen diejenigen zu führen, die dem gleichen naflak (Clan, siehe unten) angehören.
Die zweite Episode ist ein Abenteuer, dass Chief Roi Mata erlebt habe, als er mit seinem Kanu vom Kurs abgetrieben wurde. Er sei auf Emae als Sklave gefangen genommen worden und habe sich erst befreien können, als er seine besonderen Kräfte als Häuptling (natkar) eingesetzt habe, um Krankheit über seine Feinde zu bringen.
Die dritte Erzählung handelt vom Tod von Chief Roi Mata. Auf den Shepherd-Inseln wird erzählt, er sei von seinem Bruder Roi Muru mit einem vergifteten Pfeil erschossen worden. Auf Lelepa ist jedoch eher die Version verbreitet, dass er an einem rituellen Festessen im Dorf Lou Patrou auf Lelepa teilgenommen habe. Diese naleoana sind Wettbewerbe, in denen verschiedene Häuptlinge versuchen, sich gegenseitig in der Menge des vertilgten Essens zu übertrumpfen. Roi Mata sei von seinem natkar verlassen worden und an dem Übermaß des Mahls gestorben.
Übereinstimmend wird als Ort seines Todes die Fels Cave, eine Höhle an der Westküste von Lelepa, angegeben. Aus Angst vor den übergroßen Kräften des Häuptlings noch im Tode hätten seine Familie und sein Hofstaat entschieden, ihn nicht auf seinem Hof in Mangaas zu beerdigen. Stattdessen erwarben sie die unbewohnte Insel Eretoka, die zwar von dem gesamten Herrschaftsgebiet aus sichtbar ist, aber in ausreichender Entfernung zu jeder Siedlung liegt. Nach einer Prozession durch die verschiedenen Ortschaften habe sein Zaubermeister das Meer geteilt, und der Leichnam sei von Efate aus trockenen Fußes zu dem Friedhof auf Eretoka gebracht worden. Dort sei er gemeinsam mit vielen Angehörigen und Mitgliedern des Hofes bestattet worden, die letzteren seien in vielen Fällen lebendig begraben worden. Danach wurden die Insel Eretoka und Roi Mata’s Wohnort Mangaas zum Tapu erklärt. Sie blieben in den folgenden vierhundert Jahren unbesiedelt und ungenutzt.

## Häuptlingstitel und naflak-System
Häuptlingstitel auf Efate und den Shepherd-Inseln sind hierarchisch organisiert und repräsentieren ein System von übergeordneten Herrschaftsbereichen, abhängigen Verantwortlichkeiten für Land und familiärem Landbesitz, sowie Tributleistungen und Pflichten. Der Herrschaftsbereich von Chief Roi Mata ragt dabei besonders heraus, da es seit Jahrhunderten keinen Träger dieses Titels mehr gibt. Dennoch sind die von ihm installierten nachgeordneten Herrschafts- und Landbesitzstrukturen immer noch weitgehend intakt. Auch gegenwärtige Häuptlinge, in der Mehrzahl heute auf den Shepherd-Inseln lebend, führen ihre Autorität noch auf ihre frühere Rolle am Hof von Roi Mata zurück.
Häuptlinge haben keinen persönlichen Besitz an ihren Herrschaftsbereichen, sie gelten vielmehr als Treuhänder für die zukünftige Nutzung durch die Gemeinschaft. Einzelne Grundstücke werden jedoch Familien zur Bewirtschaftung übertragen.
Die Vererbung dieser Rechte erfolgt gemäß dem „naflak“ matrilinear, d. h. sie leiten sich von der Mutter her. Dies verlagert zum einen den Schwerpunkt der Loyalitäten von Dorfgemeinschaften zu Clans. Zum anderen ist damit ein eindeutiger und leicht zu verifizierender Mechanismus geschaffen, um Landstreitigkeiten zu lösen. Naflak ist ein bis heute etabliertes Rechtsprinzip und seine Eignung als Konfliktlösungsstrategie wird allgemein anerkannt. Die Einführung dieses Systems wird Roi Mata zugeschrieben.

## Materielle Zeugnisse

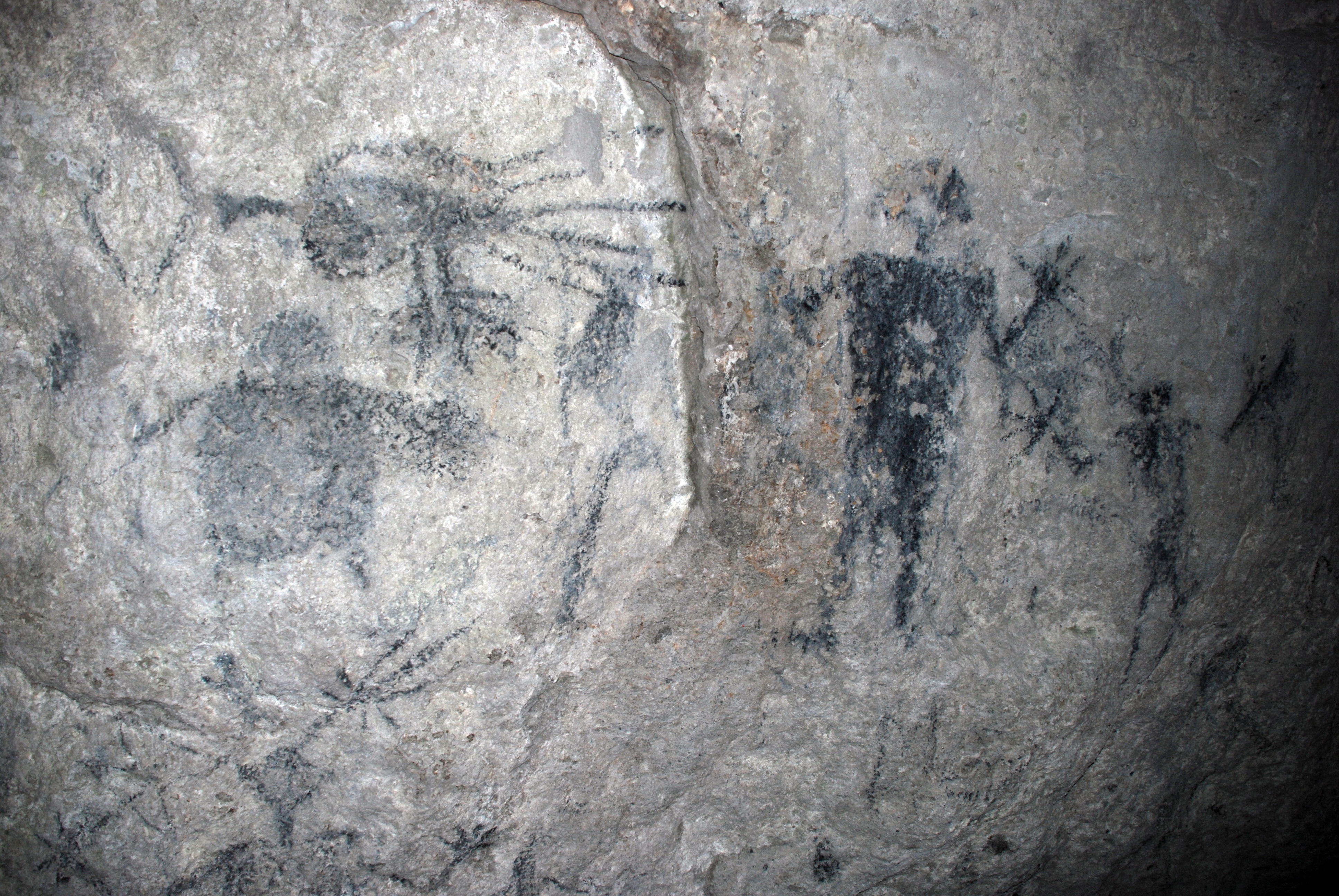
Die rechte Figur dieser Höhlenmalerei in der Fels Cave wird oft mit Chief Roi Mata identifiziert

Die Beschäftigung der westlichen Geschichtsschreibung mit Roi Mata beginnt in den 1950er Jahren. Der französische Anthropologe Jean Guiart bereiste 1957 Efate und zeichnete die mündlich überlieferten Häuptlings-Genealogien und historischen Erzählungen auf. Seine vergleichenden Untersuchungen zu den gegenseitigen Beziehungen der Häuptlinge und der Konvergenz der verschiedenen Erzähltraditionen liefern die Grundlage dafür, dass diese heute für im Wesentlichen glaubwürdig gehalten werden.
Zu seiner Arbeit gehörte auch die Auflistung von Häuptlingstiteln am Hof von Roi Mata und ihre Zuordnung zu bestimmten Grundstücken. Guiart war dabei selbst nicht in Mangaas, sondern stützte sich nur auf Berichte. 1967 begann der französische Archäologe José Garanger mit Ausgrabungen in Mangaas, in der Fels Cave auf Lelepa und auf Eretoka. Die Beschreibungen von Guiart konnten dabei vor Ort voll bestätigt werden.

## Das Begräbnis

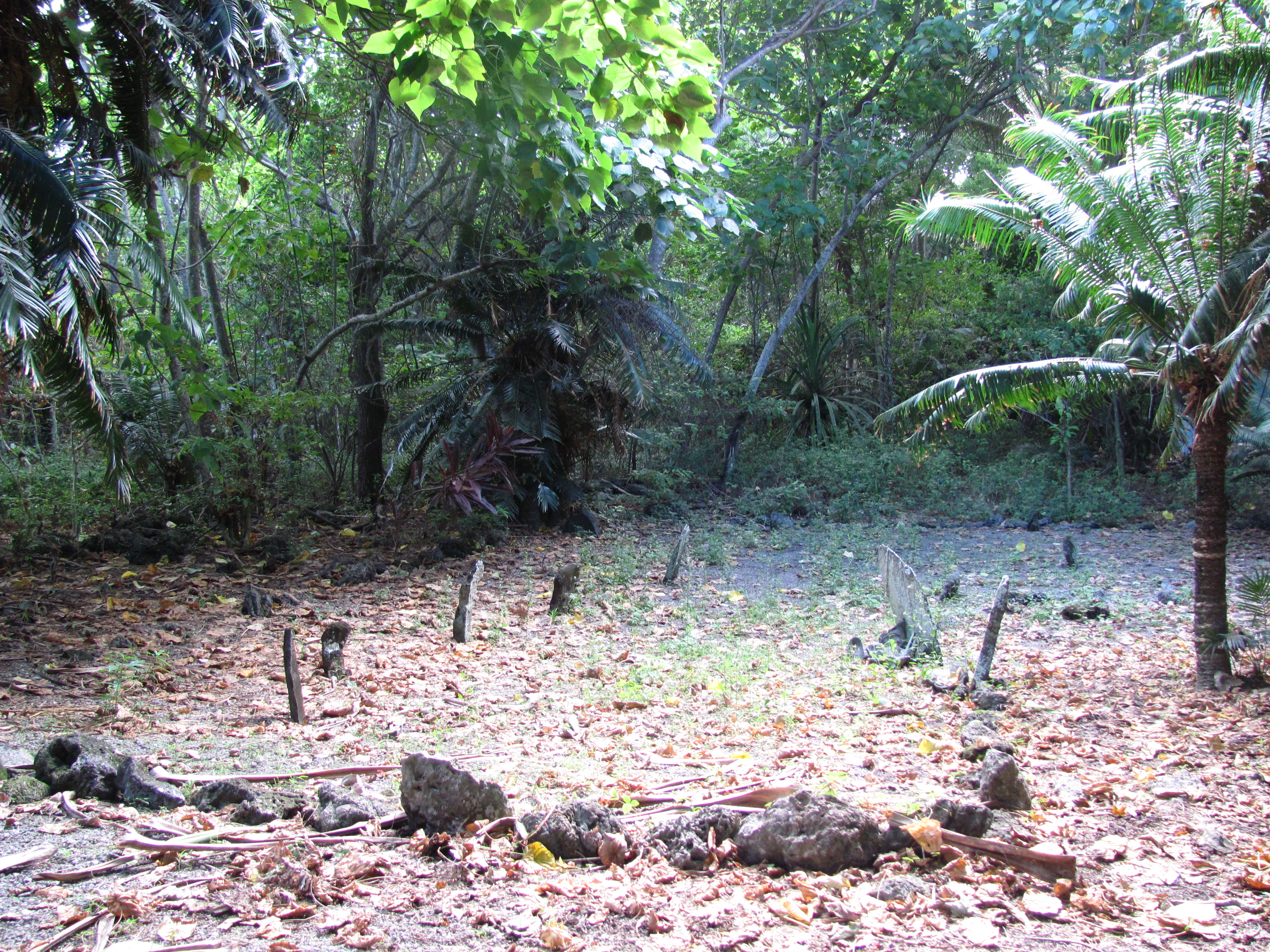
Gräberfeld auf Eretoka

Der spektakulärste Teil von Garangers Untersuchung war die Ausgrabung des Begräbnisses von Chief Roi Mata. Obwohl er es zunächst auf ca. 1265 nach Christus datierte, mussten diese Angaben inzwischen revidiert werden. Die Untersuchung von Muschelschmuck weist grob auf einen Zeitraum rund um das Jahr 1600. Damit lassen sich mündliche Berichte und archäologische Befunde in allen drei untersuchten Stätten übereinstimmend so interpretieren, dass der letzte Chief Roi Mata etwa zu dieser Zeit starb.
Das Begräbnis auf Eretoka umfasst circa fünfzig Personen. Die Untersuchungen ergaben folgendes Bild: Für die Begräbnisstätte wurde ein Grundstück ausgewählt, das bereits vorher von Steinmauern umgeben war. Entgegen sonstiger Gepflogenheiten wurde Roi Mata nicht in seinem eigenen Garten bestattet, sondern aus Angst vor seiner Macht weit entfernt auf einer unbewohnten Insel.
Das Begräbnis erfolgte vermutlich in zwei Etappen. Zunächst wurde eine tiefe Grube ausgehoben. In sie wurde Chief Roi Mata gelegt, zwischen seinen Beinen liegt eine Kiste mit den Knochen einer weiteren Person, möglicherweise einer früher verstorbenen Ehefrau. In der Grube finden sich zudem die Überreste von vier weiteren Personen. Bei ihnen handelt es sich vermutlich um seinen Zaubermeister oder Vizechef, der ein ganzes Schwein als Gabe für die Herren der Unterwelt an einem Seil hält, den Krieger des Häuptlings zusammen mit seiner Ehefrau, und die jüngste Häuptlingsfrau, noch im gebärfähigen Alter. Es muss davon ausgegangen werden, dass sie alle zum Zeitpunkt des Begräbnisses noch lebten. Nur die junge Frau zeigt Spuren einer Fesselung, ihr etwas aufgerichteter Oberkörper lässt sich möglicherweise als letzter Versuch interpretieren, dem Ersticken beim Zuschütten der Grube zu entgehen. Am Kopfende der Grube wurden zwei Basaltblöcke als Grabsteine aufgerichtet und der Setzling eines Pisonia-Baumes eingepflanzt.
Nach einer gewissen Zeit, vermutlich einhundert Tagen, kehrte eine große Gruppe von Trauernden auf den Begräbnisplatz zurück, um ein rituelles Festmahl abzuhalten. Danach legten sich mindestens 39 Personen auf den Boden, um durch Überdecken mit Erde lebendig begraben zu werden. Viele waren reich geschmückt, die meisten liegen als Ehepaare zusammen. Einzelne Begräbnisplätze wurde ebenfalls mit Steinen markiert. Ein Knochenbündel mit Überresten von mindestens sechs Individuen könnte auf rituellen Kannibalismus hindeuten. Weitere drei schon zuvor Verstorbene wurden auf den Begräbnisplatz umgebettet.
Erstaunlich an diesem Begräbnis ist nicht nur die Zahl der Personen, die Chief Roi Mata in den Tod folgten, sondern auch der Umstand, dass bei fast niemandem Spuren von Gewaltanwendung zu finden sind. Dies wird so erklärt, dass sie zunächst mit Kava bewusstlos gemacht wurden.

## Heutige Rolle

Angebliche Darstellung von Chief Roi Mata auf dem Wappen von Vanuatu

Chief Roi Mata ist zu einer Identifikationsfigur für den Inselstaat Vanuatu geworden. Bei den Unabhängigkeitsfeiern 1980 war eine Präsentation seines Lebens und Todes der einzige indigene Beitrag in einer Ausstellung zur Geschichte des Landes. Oftmals wird die Abbildung eines Kriegers im Wappen von Vanuatu fälschlicherweise mit dem Häuptling identifiziert. (Tatsächlich handelt es sich um eine Zeichnung nach einer realen Person aus dem 19. Jahrhundert.)
Wichtige Teile des vanuatuischen Gesellschaftssystems werden auf Chief Roi Mata zurückgeführt. Im traditionellen Recht ist naflak immer noch ein zentraler Begriff zur Klärung von Eigentumsverhältnissen und zur Streitschlichtung. Viele der heute auf Efate und den Shepherd-Inseln verwendeten Häuptlingstitel sollen nach der Überlieferung von Chief Roi Mata gestiftet worden sein. Roi Mata ist auch eine Figur der religiösen Verehrung. Spirituell unterwirft man sich der Führung von Roi Mata, indem man sagt, man begebe sich „in die Fußstapfen von Roi Mata“ (nalfan Roi Mata).
2008 wurde Chief Roi Mata’s Domain zum ersten Weltkulturerbe der UNESCO in einem unabhängigen Pazifikstaat ernannt.